# Buldog francuski

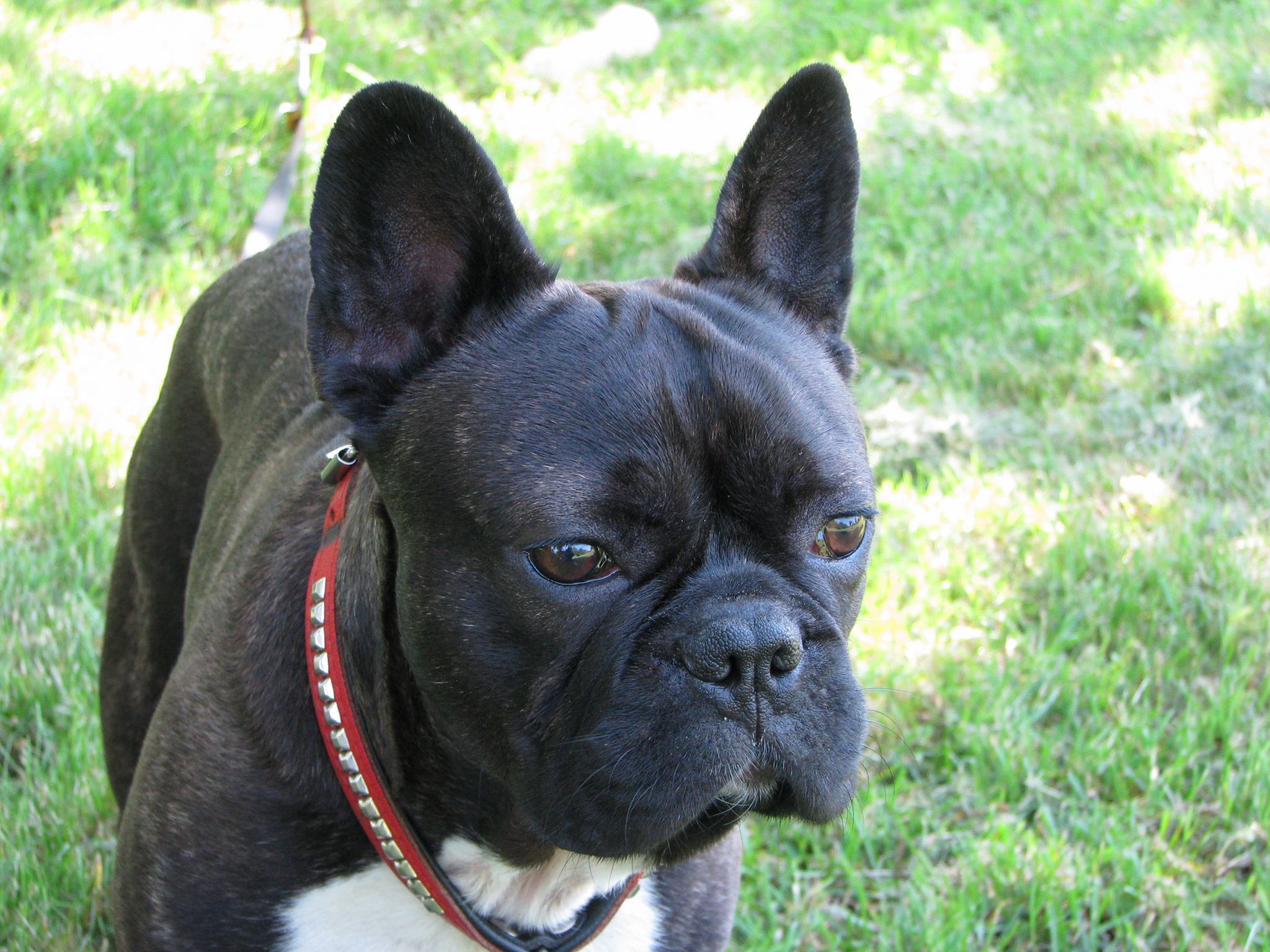
Głowa buldoga francuskiego

Buldog francuski – jedna z ras psów, należąca do grupy psów do towarzystwa, zaklasyfikowana do sekcji małych psów molosowatych. Typ dogowaty. Nie podlega próbom pracy.

## Rys historyczny
Pochodzenie tej francuskiej rasy jest niemal w całości angielskie. Przodkami Bouledogue Français był zapewne buldog angielski oraz terier – pies w typie boston terriera. Psy angielskie znalazły się na terytorium Francji wraz z liczną grupą tkaczy emigrujących na kontynent w poszukiwaniu pracy.

## Wygląd
Pies o małej, krępej i muskularnej sylwetce. Ma szeroką, kwadratową głowę o dużych, stojących uszach. Według wzorca tej rasy ogon jest „naturalnie krótki, idealnie-wystarczająco długi, by zasłonić odbyt, nisko osadzony, raczej prosty, gruby u nasady i zwężający się stopniowo ku końcowi. Dopuszczalny jest ogon skręcony, zawinięty, załamany lub dłuższy, lecz niesięgający poniżej stawu skokowego. Ogon, nawet w ruchu, nie przekracza linii poziomej grzbietu”.

## Umaszczenie i sierść
Płowa, pręgowana lub nie, ze średnią lub dużą ilością bieli. 

## Zachowanie i charakter
Buldog francuski jest to pies łagodny i towarzyski. Jest inteligentny, aktywny i skory do zabaw. Nazwa buldog jest jedynie konsekwencją pochodzenia rasy od buldoga angielskiego, który początkowo był rosłym i dobrze zbudowanym psem, używanym do walk. Jest skłonny do alergii pokarmowych. Przywiązuje się silnie do właściciela, akceptuje łatwo inne zwierzęta w swoim otoczeniu.

## Użytkowość
Obecnie buldog francuski jest psem rodzinnym i towarzyszącym. Według Polskiego Związku Kynologicznego kwalifikuje się do IX grupy, psy do towarzystwa w sekcji 11 tj. małe psy molosowate. W tej samej grupie i sekcji znajdują się kuzyni buldoga francuskiego tacy jak boston terier oraz mops.

## Zdrowie
Buldog francuski należy do ras brachycefalicznych (psy mające krótką kufę i spłaszczony pysk), które obciążone są dużym ryzykiem wielu chorób związanych ze specyficzną budową ich ciała. Najczęstsze schorzenia, na które cierpią, to:
- problemy oddechowe z powodu wąskich nozdrzy, źle wykształconej tchawicy, przerostu podniebienia miękkiego (jedyny ratunek to operacja)[9][10],
- ból z powodu nieprawidłowo rozwiniętych kręgów w kręgosłupie,
- alergie,
- problemy dermatologiczne (nawracające infekcje, trudne do wyleczenia zapalenia skóry),
- kłopoty z oczami (częste wypływy z oczu, które są spowodowane zbyt płytkimi oczodołami; gałki oczne są osadzone na tyle płytko, że przy uderzeniu mogą wypaść),
- wady układu krążenia i problemy z sercem,
- wady zgryzu[11].

Częstość występowania predyspozycji do tych wad wzrasta wraz z wiekiem buldogów. 
W 2016 roku Brytyjskie Stowarzyszenie Weterynaryjne wystosowało apel, w którym przestrzegało przed kupowaniem psów tej rasy z powodu ich problemów zdrowotnych.
W 2018 roku weterynarze z sieci brytyjskich klinik Valley Vets ogłosili, że ze względu na obciążenia zdrowotne u psów z ras brachycefalicznych (w tym buldogów francuskich) nie będą leczyć u nich bezpłodności i tym samym przyczyniać się do ich rozmnażania.
Dysplazja stawu biodrowego dotyka 30,4% buldogów francuskich według Orthopedic Foundation for Animals. Jest to 20 ze 190 przebadanych ras, która najczęściej zapada na tę chorobę.
Ze względu na problemy zdrowotne, z jakimi zmagają się buldogi, Holandia wprowadziła szczegółowe wytyczne dotyczące klasyfikacji psów, które później będą mogły być dopuszczane do rozrodu.

## Długość życia
Royal Veterinary College w Hatfield w Wielkiej Brytanii wraz ze współpracownikami przeanalizował dane dotyczące ponad 30 000 psów w Wielkiej Brytanii w latach 2016-2020. Duża wielkość próby opierała się na anonimowych danych dostarczonych przez 30 procent gabinetów weterynaryjnych w kraju.
Naukowcy odkryli, że teriery Jack Russell miały najwyższą średnią długość życia wynoszącą 12,7 lat, a następnie Border collie z 12,1 latami. Buldogi francuskie miały najniższą oczekiwaną długość życia – zaledwie 4,5 roku – a następnie buldogi angielskie – 7,4 roku.

## Hodowla w Polsce
W 2023 najwięcej legalnych hodowli buldoga francuskiego w Polsce prowadzono w województwach mazowieckim, śląskim i łódzkim. Łącznie w kraju działało ich 110-150. Z uwagi na dużą popularność rasy i popyt na szczenięta dynamicznie zwiększała się liczba hodowli nielegalnych. Proceder ten miał charakter międzynarodowy (np. 12% szczeniąt przemyconych do Wielkiej Brytanii pochodziło z Polski). Z przeprowadzonej w 2023 ankiety wynikało, że 61,8% polskich posiadaczy miało buldoga francuskiego z hodowli zarejestrowanej, a 20,9% z nielegalnej (reszta pochodziła z adopcji i innych źródeł).